# Мороз (мифология)
Моро́з (Студенец, Трескунец, Морозко, полес. Зюзя) — персонаж славянского сказочного фольклора и календарных обрядов. Косвенно отражён во всех славянских традициях, в основном в пословицах и поговорках.

## Описание
В XVIII—XIX веках персонаж с именем Дед Мороз или какой-либо дух, отвечающий за мороз и холод, среди русского крестьянства не был известен. Версия, что это языческое божество появилась позже.
Персонификация Мороза как природной стихии отмечается в восточнославянском ритуале приглашения «мороза» на праздничную трапезу (на кутью, кисель, блины), включенном в святочный или пасхальный (Велик день) комплексы. Считалось необходимым накормить Мороз обрядовой пищей, чтобы он не морозил посевы злаков и огородные культуры. Старший в семье должен был выйти на порог или высунуться в волоковое окно с печи и предложить Морозу ложку киселя или кутьи, говоря при этом: «Мороз, Мороз! приходи кисель есть; Мороз, Мороз! не бей наш овес!»; затем следовало перечисление растений и злаков, которые Мороз просили не губить. На праздничное угощение на Святки приглашались деды — умершие предки, отвечавшие за благополучие семьи. Такому предку предлагали поминальную пищу, и иногда уважительно обращались к нему — пан Мороз или Мороз Васильевич. Ему оставляли угощение, а в ответ ожидали, например, богатого урожая.
В сказках XIX века, начиная с собрания сказок, записанных А. Н. Афанасьевым (1856), появляется Морозко, олицетворяющий зиму. Мороз описывается как старик с белой бородой, закутанный в шубу, который «на ёлке потрескивает, с ёлки на ёлку поскакивает да пощёлкивает», усиливая тем самым зимнюю стужу. В сборнике Афанасьева Морозко — зимний дух, дающий каверзные поручения двум девушкам, повстречавшим его в зимнем лесу. Морозко одаривает невинно гонимую падчерицу богатством за её «правильные» ответы на вопрос, тепло ли ей или холодно; он же губит дочерей злой мачехи, которые проклинают лютый холод.
Восточнославянский сказочный Мороз — богатырь, кузнец, сковывающий воду «железными» морозами (калинниками, по народной этимологии связанными с глаголом «калить»). Близкие представления отражают чешские и сербо-хорватские фразеологические обороты и обычаи, связанные с кузнецами.
В русской народной сказке «Мужик и Мороз» мужик, у которого Мороз побил всходы пшеницы, пошёл в лес искать виновника, чтобы «взыскать с него убытки»; найдя в глуши ледяную избушку, снегом укрытую, сосульками обвешанную, он увидел Мороза — «старика в белом»; вознаграждая потери крестьянина, Мороз одаривает его скатертью-самобранкой.
Предположительно, сказочный Мороз (Трескун, Студенец), в русской сказке идущий с Солнцем и Ветром и угрожающий заморозить встретившегося им мужика, может быть сопоставлен с Морозом, который живёт в ледяной избушке и, выполняя функцию сказочного помощника, одаривает пришедшего к нему.
Образ Мороза как высокого (или очень маленького ростом) старика с длинной белой бородой, приходящего с северной стороны, который бегает по полям и стуком своей палки вызывает трескучие морозы (упомянутый первоначально в трудах А. Н. Афанасьева, а затем и в других исследованиях по славянской мифологии), не подтверждается позднейшими этнографическими и фольклорными свидетельствами.
В украинских вариантах аналогичного сюжета Мороз — это едущий в повозке богатый пан, который, встретив замёрзшую бабу, спрашивает: «Мороз, бабусю?» и слышит в ответ: «Мороз, папочку, Боже його помнож!» Удовлетворенный ответом, Мороз дарит бабе дорогую шубу и угощает хлебом. Следующая встречная баба на тот же вопрос отвечает иначе: «Мороз, паночку, щоби його бирса взяла, щоб він на лисого голові непевний, розтріскався, щоб його бенеря так била, проклятого, як він оце мене!», за что Мороз окончательно замораживает её.
По народным поверьям центральной Украины, «Один раз полевые цветы узнали от ветра, что злой „дидуган“ Мороз собирается их заморозить. Цветы пожаловались Онуфрию Великому (день которого приходится на 12/25.VI). Преподобному жаль стало цветов, и он пошёл к Морозу попросить, чтобы тот не трогал их. Но Мороз был такой упрямый, что Онуфрий не вытерпел: он так рассердился, что взял и ударил Мороза обухом по голове. С этого дня Мороз болел до самого третьего Спаса, а цветы в это время цвели и отцветали».

## Зюзя
Зю́зя (бел. Зю́зя, Мароз, укр. Зюзя; простонародное диалектное слово, означающее «вялого, пьяного, промокшего человека») — одно из диалектных названий Мороза в некоторых белорусских и западно-русских говорах, мифический персонаж, известный в белорусском и украинском Полесье, олицетворяющий зимнюю стужу, холод. 
Изображался в виде лысого деда небольшого роста, с длинной седой бородой. Ходит, согласно поверью, босиком, без шапки, в белом кожухе. В руке — железная булава. Под Новый год белорусы варили кутью, приговаривая «Зюзя на дворе — Кутья на столе». Чтобы мороз не был лютым и не повредил озимые, первую ложку кутьи хозяин кидал Зюзе в окно со словами: «Мароз, хадзі куццю есці!».

Его дыхание — сильная стужа. Его слезы — сосульки. Иней — замерзшие слова. А волосы — снежные облака. Зимой он бегает по полям, лесам, улицам и стучит своей булавой (посохом). От этого стука трескучие морозы сковывают реки, ручьи, лужи льдами. А если он ударит посохом (булавой) об угол избы — непременно бревно треснет. С ноября по март Мороз так силен, что даже солнце перед ним робеет. Он очень не любит тех, кто жалуется на стужу, бодрым же и весёлым дарует здоровую телесную крепость и румянец. По фольклорным представлениям треск деревьев во время сильных морозов объясняется тем, что Зюзя стучит по деревьям.
Е. Е. Левкиевская считает, что Зюзя, как самостоятельный персонаж, является изобретением кабинетной мифологии, который был неизвестен язычникам.
Значение слова зюзя — пьяный, грязный, неряшливый человек, которого сравнивают со свиньёй. Образовано слово от междометий «зю-зю», «зюсь-зюсь», «зюрь-зюрь». С этим значением связаны выражения «пьян как зюзя» и «назюзюкался», а также «и сам он зюзя зюзей», — отзыв о недотепе, безобидном простофиле или неопрятно одетом человеке.

## Поговорки
- Мороз и железо рвёт, и на лету птицу бьёт.
- Мороз невелик, да стоять не велит[15].

## Влияние
Русский народный образ Мороза получил поэтическую обработку в поэме Н. А. Некрасова «Мороз Красный Нос» (1863). В совокупности с западноевропейскими рождественскими персонажами (Санта-Клаус и др.), основанными на образе святого Николая Чудотворца, восточнославянский Мороз стал одним из прообразов Деда Мороза.

## Pakkanen
В 30 руне карело-финского эпоса Калевала также существует персонификация Мороза (фин. Pakkanen), названного сыном старухи Лоухи, который пытается заморозить корабль Лемминкяйнена